# Mārtiņš Pļaviņš
Mārtiņš Pļaviņš, född 8 maj 1985 i Riga, är en lettisk beachvolleybollspelare.
Pļaviņš blev olympisk bronsmedaljör i beachvolleyboll vid sommarspelen 2012 i London.